# 英格·黑尔滕
英格·黑尔滕（德語：Inge Helten，1950年12月31日—），德国女子田径运动员。她曾代表西德参加1976年夏季奥林匹克运动会田径比赛，获得女子4×100米接力银牌和女子100米铜牌。